# Hành tăm

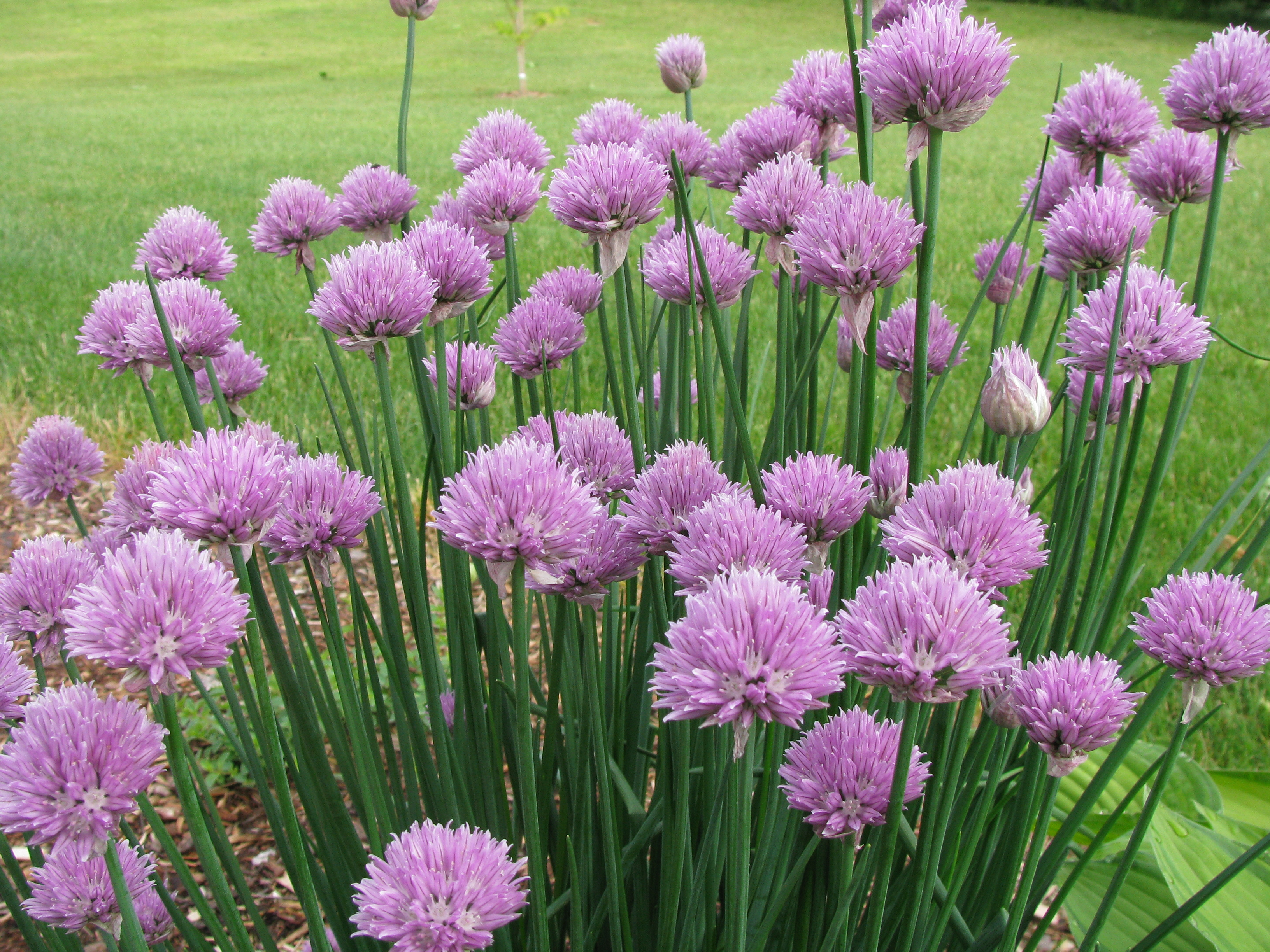
Hành tăm

Hành tăm, Hành trắng, Nén, Củ nén (danh pháp hai phần: Allium schoenoprasum) là một loài thực vật thuộc họ Hành. Đây là loài bản địa châu Âu, châu Á và Bắc Mỹ. Nó là loài hành duy nhất hiện diện ở cả Cựu thế giới và Tân thế giới. Loài này được dùng làm gia vị và trong Đông y nó là một vị thuốc. Nó cũng được dùng để kiểm soát sâu bệnh cây trồng. Đây là loài cây thảo, giống dạng cây hành hương, nhưng có kích thước nhỏ hơn, thường chỉ cao 10–15 cm cho tới 20–30 cm. Thân hành (củ) trắng to bằng ngón tay út hay hạt ngô, đường kính cỡ 2 cm, bao bởi những vẩy dai. Lá và cán hoa hình trụ rỗng, nhỏ như cái tăm (do vậy mà có tên như trên). Cụm hoa hình đầu dạng cầu mang nhiều hoa có cuống ngắn.